# Loulou Pitou
Pour les articles homonymes, voir Pitou.
Loulou Pitou, de son vrai nom Élie Pitou, né le 20 février 1924 à Saint-Denis et mort le 20 juin 2002 à Saint-Denis, est un musicien, chef d'orchestre et ségatier de l'île de La Réunion.

## Biographie
Elie Pitou commence à jouer de l'accordéon à 7 ans, par tradition familiale. Son père jouait de l'accordéon diatonique, le "ralé-poussé" typique de La Réunion. Petit, il jouait de l'accordéon, du banjo, du piano et de la mandoline, mais à 16 ans, pour se lancer, Loulou Pitou choisit l'accordéon.
Malgré des cours avec Jules Arlanda, Loulou Pitou est hermétique au solfège : il apprend tout d'oreille (ce n'est qu'à l'âge de 40 ans qu'il finira d'apprendre le solfège pour atteindre l'excellence dans ses créations). En 1950, il crée l'orchestre Pitou avec cinq autres musiciens, avec pour objectif de faire danser : ils parcourent ainsi les routes de La Réunion, de "bals la poussière" en fêtes de mariage. Loulou Pitou a largement contribué au renouveau de la musique réunionnaise, à travers une réappropriation des formes musicales créoles héritées (quadrille, séga), mais aussi par le métissage à des musiques de danse (musette, biguine, boléro, rumba). Figure des bals de La Réunion dans les années 1950, il accompagnera Benoîte Boulard, Maxime Laope entre autres et le Groupe Folklorique de La Réunion.
Loulou Pitou est parfois qualifié d'inventeur du quadrille moderne réunionnais. De manière plus générale, il a joué un rôle de transmission important, en valorisant des répertoires créoles alors en voie de disparition.  Il a fait une partie de sa carrière à Aix-en-Provence, et dans le sud de la France où résidait son épouse et ses enfants. 
Loulou Pitou est le père du musicien Harry Pitou et de Nicole Hoyez-Pitou, ainsi que l'oncle du musicien Narmine Ducap.

## Hommages
Un hommage lui a été rendu en octobre 2005, pour ses créations et sa carrière,  au Pasino d'Aix-en-Provence par le Ministère de l'Outre-mer, le Département de la Réunion, la mairie d'Aix-en-Provence  et l'Association Culture Réunion présidée par sa fille Nicole Hoyez-Pitou, également déléguée régionale du CREFOM (Conseil Représentatif des Français d'Outre-mer).     
L'école municipale de musique de Saint-Denis de la Réunion a été rebaptisée au cours des années 2000 « École municipale de musique, de danse et d'art dramatique Loulou Pitou ».
Depuis 2013, en partenariat avec le Conservatoire à rayonnement régional de La Réunion, un concours régional d’accordéon est organisé afin de promouvoir l’accordéon dans le département. Cinq trophées portant le nom des anciens accordéonistes ou chefs d'orchestre de l'île aujourd'hui disparus sont remis : le trophée Claude Vinh San dans la catégorie des moins de 10 ans, ,le trophée Jules Arlanda dans la catégorie des moins des moins des 15 ans, le trophée Loulou Pitou dans la catégorie des moins de 18 ans, le trophée René Audrain dans la catégorie « Musique d'Ensemble » (une catégorie qui associe l'accordéon avec d'autres intstruments), le trophée Marcel Sellier dans la catégorie « Musique d'Ensemble » Moyenne générale tous niveaux confondus : 17/20.